# (9905) Tiziano
(9905) Tiziano (4611 P-L) – planetoida z pasa głównego asteroid okrążająca Słońce w ciągu 3,73 lat w średniej odległości 2,4 j.a. Odkryta 24 września 1960 roku.